# Апер Калскаг (Аљаска)
Апер Калскаг (енгл. Upper Kalskag) град је у америчкој савезној држави Аљаска.

## Демографија
По попису из 2010. године број становника је 210, што је 20 (-8,7%) становника мање него 2000. године.
| Група             | 2000.     | 2010.     |
| Белци             | 20 (8,7%) | 14 (6,7%) |
| Афроамериканци    | 1 (0,4%)  | 1 (0,5%)  |
| Азијати           | 0 (0,0%)  | 0 (0,0%)  |
| Хиспаноамериканци | 0 (0,0%)  | 0 (0,0%)  |
| Укупно            | 230       | 210       |